# Kwala Gunung
Kwala Gunung is een bestuurslaag in het regentschap Batu Bara van de provincie Noord-Sumatra, Indonesië. Kwala Gunung telt 1504 inwoners (volkstelling 2010).